# Observatori del Montsec
L'Observatori del Montsec (OdM) és una infraestructura científica situada a la Serra del Montsec, a 1.570 msnm, al terme municipal de Sant Esteve de la Sarga (Pallars Jussà), província de Lleida. Va ser inaugurat el 23 d'octubre de 2008, i és gestionat per l'Institut d’Estudis Espacials de Catalunya (IEEC) en virtut d’un conveni amb la Direcció General de Recerca de la Generalitat de Catalunya, propietària de l'observatori.

## Història

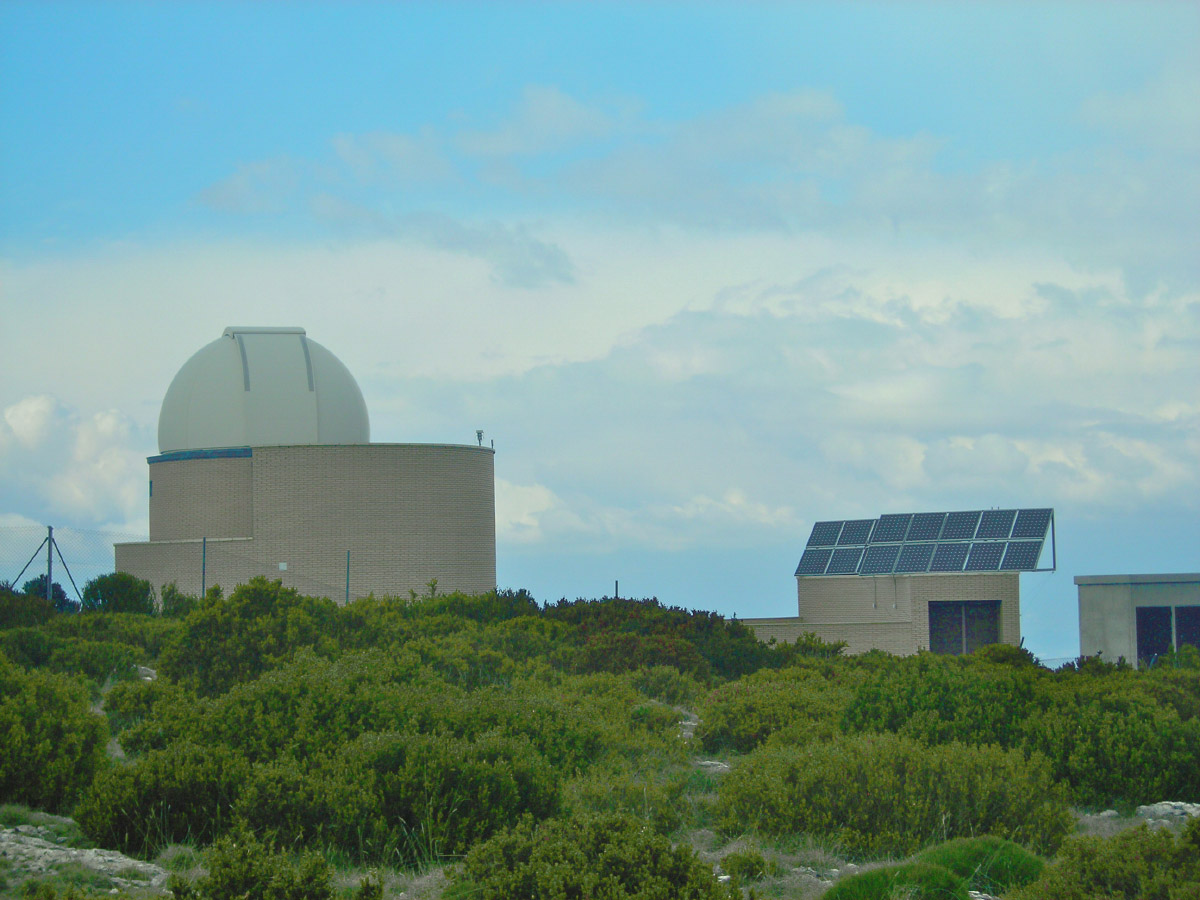
Observatori Astronòmic del Montsec

L'origen de la idea de realitzar un observatori astronòmic al Montsec sorgeix a principis dels anys 90, essent-ne el bioquímic lleidatà Joan Oró un dels principals ideòlegs. El projecte inicial preveia la construcció d'una infraestructura amb tres eixos: la recerca, l'educació i la divulgació de l’astronomia; i volia, a més, contribuir al desenvolupament socioeconòmic del territori.
L'any 2001 la Generalitat de Catalunya constitueix el Consorci del Montsec i inclou la construcció del Parc Astronòmic Montsec (PAM) entre les seves actuacions. El Consorci del Montsec aconsegueix els recursos econòmics, construeix i equipa l'Observatori Astronòmic del Montsec (OAdM), com a eix de recerca i el Centre d'Observació de l'Univers (COU), con eix educatiu i divulgatiu, inaugurats ens anys 2008 i 2009, respectivament. L'any 2013 diversos municipis de la zona del Montsec, incloent la ubicació de l'OAdM, van ser declarats com a reserva i destí turístic starlight per part de la Fundació Starlight, amb l'aval de la UNESCO. L'any 2021, l'OAdM passa a anomenar-se Observatori del Montsec (OdM).

## Instal·lacions
L'OdM està format per quatre instal·lacions destinades a la recerca en astronomia, d'entre les quals hi ha tres telescopis robòtics:
- El TJO (Telescopi Joan Oró): Rep aquest nom en honor del bioquímic lleidatà. És actualment el telescopi més gran i un dels més avançats de Catalunya, amb un mirall primari de 80 cm de diàmetre i un funcionament robòtic. Es troba a l’interior de la cúpula principal de l’observatori, de 6 metres de diàmetre, i és de tipus Ritchey-Chrétien amb una relació focal f/9.6. En ple funcionament des de l’any 2010, és utilitzat per molts astrònoms professionals a nivell internacional i ha donat lloc a diversos descobriments en el camp de les supernoves, la física estel·lar o els exoplanetes. El TJO també participa en un programa d’àmbit europeu de seguiment de satèl·lits artificials. Consta de dos instruments principals:Telescopi Joan Oró

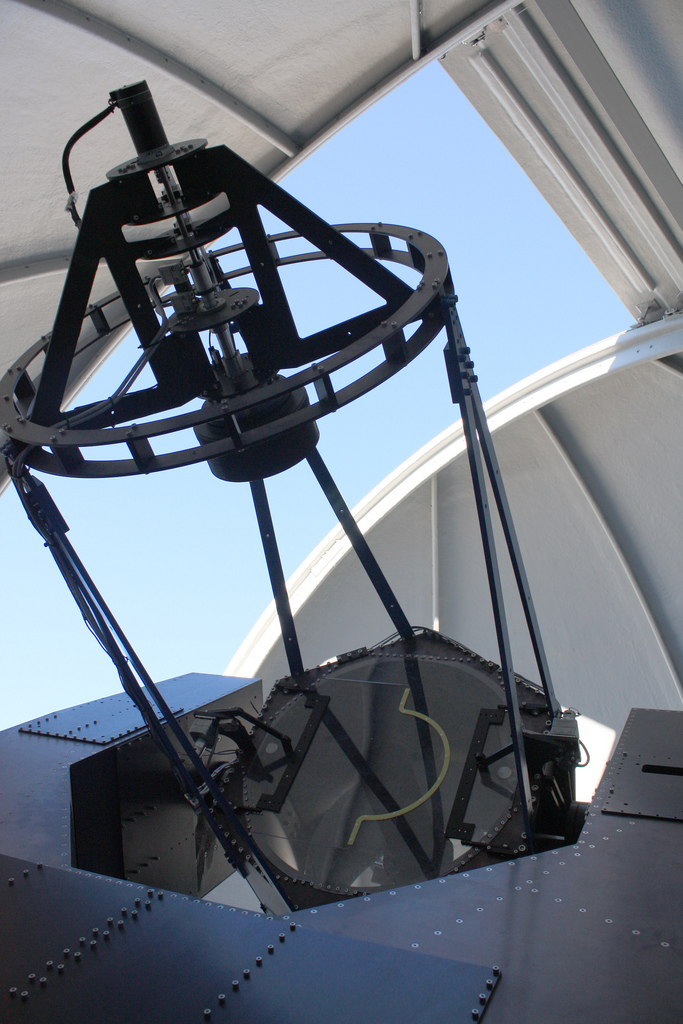
Telescopi Joan Oró

1. LAIA:[3] L'instrument LAIA és la tercera evolució de la càmera d'imatge del TJO. Consisteix en dos components: la càmera CCD (una Andor iKon XL model CCD230-84) i la roda de filtres.
2. ARES:[4] És l'espectrògraf òptic (dissenyat per Fractal SLNE) que actualment està començant la fase de caracterització al TJO. Principalment, està concebut per obtenir espectroscòpia de resolució mitjana.

- El TFRM (Telescopi Fabra-ROA Montsec): Pertany a la Reial Acadèmia de Ciències i Arts de Barcelona i al Real Observatorio de la Armada. Es tracta d’una càmera de tipus Baker-Nunn, amb 50 cm de diàmetre i una relació focal f/1. Els seus camps de recerca se centren en la detecció i seguiment d'escombraries espacials, l’observació de trànsits d’exoplanetes, la fotometria de contrapartides òptiques de fonts d’emissió d’alta energia i l'astrometria d'asteroides.
- XO-Montsec: Actualment en fase de desmantellament. Va ser instal·lat per l'Space Telescope Science Institute (Estats Units), dins del projecte XO per a la detecció de planetes extrasolars mitjançant la tècnica de trànsits.

La quarta instal·lació astronòmica és una càmera per a la detecció de bòlids i meteors (All-sky càmera) i es operada per l'IEEC.
A l’OdM també hi ha instal·lada una estació per la investigació i l’observació de gasos traça i aerosols atmosfèrics operada pel Grup de Geoquímica Ambiental i Investigació Atmosfèrica (EGAR) de l’Institut de Diagnosi Ambiental i Estudis de l'Aigua (IDAEA), del  CSIC. Aquesta estació forma part de la xarxa XVPCA i esta integrada en les xarxes internacionals ACTRIS i GAW.
A més l’OdM també disposa d’una estació meteorològica automàtica del Servei Meteorològic de Catalunya i diverses antenes de comunicació amb satèl·lits d’òrbita baixa instal·lades i gestionades per la Universitat Politècnica de Catalunya i l'IEEC.